# Вулиця Пластунівська (Черкаси)
Вулиця Пластуні́вська — одна з вулиць у місті Черкаси. Знаходиться у мікрорайоні Дахнівка.

## Розташування
Вулиця починається від вулиці Дахнівська Січ, простягається на північний схід і впирається у старе сільське кладовище. Потім вулиця повертає на північ і впирається у вулиці 38-ї Армії. Іноді до складу вулиці включають ділянку уздовж південного краю кладовища довжиною 320 метрів.

## Опис
Вулиця неширока та неасфальтована, забудована приватними будинками, після повороту по лівому боці знаходиться кладовище.

## Історія
Від початку вулиця була названа на честь радянського військового діяча Семена Будьонного, а 22 лютого 2016 року в процесі декомунізації була перейменована на честь козаків-розвідників.